# パチスロ北斗の拳 世紀末救世主伝説
『パチスロ北斗の拳 世紀末救世主伝説（パチスロほくとのけん せいきまつきゅうせいしゅでんせつ）』は、サミーが2011年12月に発売した5号機のパチスロ。保安通信協会における型式名は「パチスロ北斗の拳F」。マイスロ対応機種。販売台数は2012年3月末現在で約177,000台。

## 概要
漫画・アニメ作品『北斗の拳』とのタイアップ機で、パチスロとしては4世代目にあたり2008年発売の『北斗の拳2 Next zone 将』以来3年ぶりの新作となる。
本機種は「原点回帰」がテーマとされており、ゲーム性は『初代北斗の拳』（以下「初代」と表記）を再現。パネルのイラストも初代（標準仕様）に準じたものが使われる。初代同様「中押し」にも対応（ただし逆押しは通常時だとペナルティが発生する可能性がある）。
筐体は新デザインとなる「天星」を採用。特徴としては上部液晶全体を覆う「七星シャッター」が装備され、演出時には閉まる。なお、本機は導入から時間が経過しても全国の約1500あまりのホールで稼働していたが、同時期に導入された『押忍!番長2』と共に2017年10月頃に一斉撤去された。

## システム
ボーナスはレギュラーのみとして、メインはART「激闘乱舞（げきとうらんぶ）」でコインを増やす仕様とした。
パチスロ蒼天の拳（以下「蒼天」と表記）同様、低確率・通常・高確のモードと特定小役による前兆当選といった初代に似たシステムとなっている。ただし前兆が最長34ゲームとなっている。
演出も初代をほぼ踏襲しており、その一方で『ぱちんこCR北斗の拳』で使われたものを流用した他、シャッターステージといった新演出も大幅に追加されている。また蒼天で初搭載されたレア小役成立時に点灯する「北斗カウンター（本機種では液晶左上に表示）」も搭載されており、今作ではチェリー（中段のみ）・スイカに加え新たに強ベル（順押しなら中段成立）も表示される。今作では蒼天で確定となった前兆残数だけが表示されるといった演出的なものは無い。
有効ラインは中段の1ラインのみ。
天井はART終了後1599ゲームで、89%継続+トキストック1個の2連以上が確定する。

## ボーナス&ART

### 宿命の刻
通常時にレギュラーボーナス（赤7揃い・北斗揃い・赤7赤7北斗）が成立した場合には「宿命の刻（しゅくめいのとき）」と呼ばれるボーナスゲームが始まり、104枚獲得するまで続く。ボーナス中にも特定小役を引くことでARTの抽選を行っており、終了後はケンシロウとラオウのバトルとなってケンシロウが負けなければARTに突入する。なお8回目のベル当選以降のゲームでは毎回ボーナス抽選も行なっており、ここで当選すると「激闘乱舞TURBO」（後述）に突入する。
北斗揃いはART確定で、79%以上の継続率が確定する。

### 激闘乱舞
本機種のメインとなるモードであり今までのバトルボーナスに位置する。1セット最低38ゲームで1ゲームあたりの純増枚数は2.2枚（メーカー発表値）。

継続率による抽選とストックによる連荘があり、継続率は初代同様66%、79%、85%、89%の4つに最低継続率となる50%が追加された（ART開始時のオーラの色によりある程度の推測が可能）。ART中にトキが登場するとストックが確定して次ゲームへの継続確定する（その際は継続バトルが「ラオウ対トキ」になる）。

ゲーム数の上乗せも搭載しており、基本は特定小役を引くことによる上乗せで、1回で最大300ゲームまでが期待できる（最低は10ゲーム）。また直撃ではなくストックすることもあり（シャッターが閉まり、ランプが光る）、その場合はラスト1ゲームで「七星チャンス」が発生し、ここで総放出となる（操作を行わなければランプ1個分のみで、残りは次回持ち越し）。また特定小役は上乗せ以外にも「上乗せバトル」の抽選もしており、当選した場合は数ゲームの前兆を経て発生する。シン、サウザー、ジャキのいずれかとバトルになり、ここでケンシロウが攻撃をヒットさせるか、相手の攻撃を避けたらゲーム数の上乗せが確定、ボタンの連打の演出が発生する。なおバトル中は特定小役を引いても上乗せの抽選は一切しないが、その時点でバトルの勝利が確定する。ちなみにART中にレイが登場した際はバトルが当選しやすい「上乗せ高確率」状態の可能性が高くなる。

最後の8ゲームは初代同様にケンシロウとラオウが戦い、ケンシロウが敗北しなければARTは継続。最中は特定小役によるゲーム数の上乗せは一切抽選しないが、ストックの抽選を行っており、非継続でも当選した場合は継続となる。なおART中の液晶右上に表示されるゲーム数のうち、この継続バトル分はカウントされない。

ART継続の条件は次の通り。
- バトル開始時にBGMが変わる（以降の激闘乱舞でもこの曲が使われる）。
- 2ゲーム目にトキ登場。
- 3ゲーム目にケンシロウ登場。
- 3ゲーム目のラオウ登場も背後の北斗七星の左下に死兆星も見える。
- 4ゲーム目のラオウ構え時にシャッターが閉まりケンシロウが現れる。
- 5ゲーム目のラオウの攻撃を6ゲーム目でケンシロウが受け止める・かわす。
- ラオウ攻撃時の7ゲーム目でシャッターが閉まり、2Dアニメによる演出差し替えが発生する。
- ラオウ攻撃時の最終ゲームでの台詞が「ケンシロウ、うぬの力は…」ではなく「貴様に拳を教えた身、このラオウに…」の時。
- 最終ゲームでケンシロウが立ち上がる、倒れた際はリン・ユリアの登場で復活。

なお最終ゲーム時に初代同様に背景の雲が流れていれば継続確定ではあるが、今作では流れていなくても立ち上がったり、立ち上がらずに復活で継続というパターンがある。
BGMの変化は、4号機版でも使われた『愛をとりもどせ!!』（7連目以降）・『TOUGH BOY』（10連目以降）に加え、パチンコ機「ぱちんこCR北斗の拳 百烈」で使われた『ピエロ』が15連目以降で流れる。なおトキ登場時は『STILL ALIVE』が流れる。
20連以上で継続抽選に漏れるとお馴染みの「ラオウ昇天」演出が発生するが、状況によっては終了とならずに継続することがある。
この場合、以降のARTにて液晶に「『裏』激闘乱舞」と表示されるが中身は通常と同じ。

さらに本機種ではラオウ対トキのバトルにて「トキ昇天」演出になることもある（この場合は継続確定）。この演出後の激闘乱舞中ではトキが登場することが一切無くなる（継続バトル6G目のトキの憑依は別）。

### 激闘乱舞TURBO
ART時にボーナスが成立すると「激闘乱舞TURBO（ターボ）」に突入。ARTの残りゲーム数を消化せず、コインを76枚獲得するまで続くがその間はARTの上乗せが期待できる。なお後述の拳王乱舞にボーナスが成立した場合は「拳王乱舞TURBO」という名になるが性能に差はない。また、ボーナス・ART終了後に特定リプレイを引くまで続くリプレイタイムにボーナスが成立すると「宿命の刻」ではなく「激闘乱舞TURBO」となる（この時点でTURBO終了後のART突入が確定）。

### 拳王乱舞
ART中に「黄7揃い指示時」に黄7を揃える（下段にしか揃わない。なお揃えた時点で最低50ゲームの上乗せが確定）とプレミアムART「拳王乱舞（けんおうらんぶ）」に突入することがある。突入すると中段チェリー（実際はリプレイ）が高確率で成立、ゲーム数の上乗せが大いに期待できる。最低20ゲームで、以降はリプレイの押し順が正解する限り続き、正解の際に再び20ゲームが当選することもある。